# Cerkiew Narodzenia Najświętszej Maryi Panny w Przemyślu
Cerkiew pod wezwaniem Narodzenia Przenajświętszej Bogurodzicy – zabytkowa prawosławna cerkiew polowa w Przemyślu. Należy do parafii wojskowej Narodzenia Przenajświętszej Bogurodzicy w Przemyślu, w Prawosławnym Ordynariacie Wojska Polskiego PAKP.
Cerkiew znajduje się przy ulicy Mariackiej (na Błoniu).
Przed wojną była to świątynia greckokatolicka pod wezwaniem Narodzenia Bogurodzicy. Zespół cerkiewny składa się z:
- cerkwi murowanej, zbudowanej w 1880;
- dzwonnicy murowanej, zbudowanej w 1880;
- budynku Bractwa św. Mikołaja, zbudowanego na przełomie XIX i XX w.

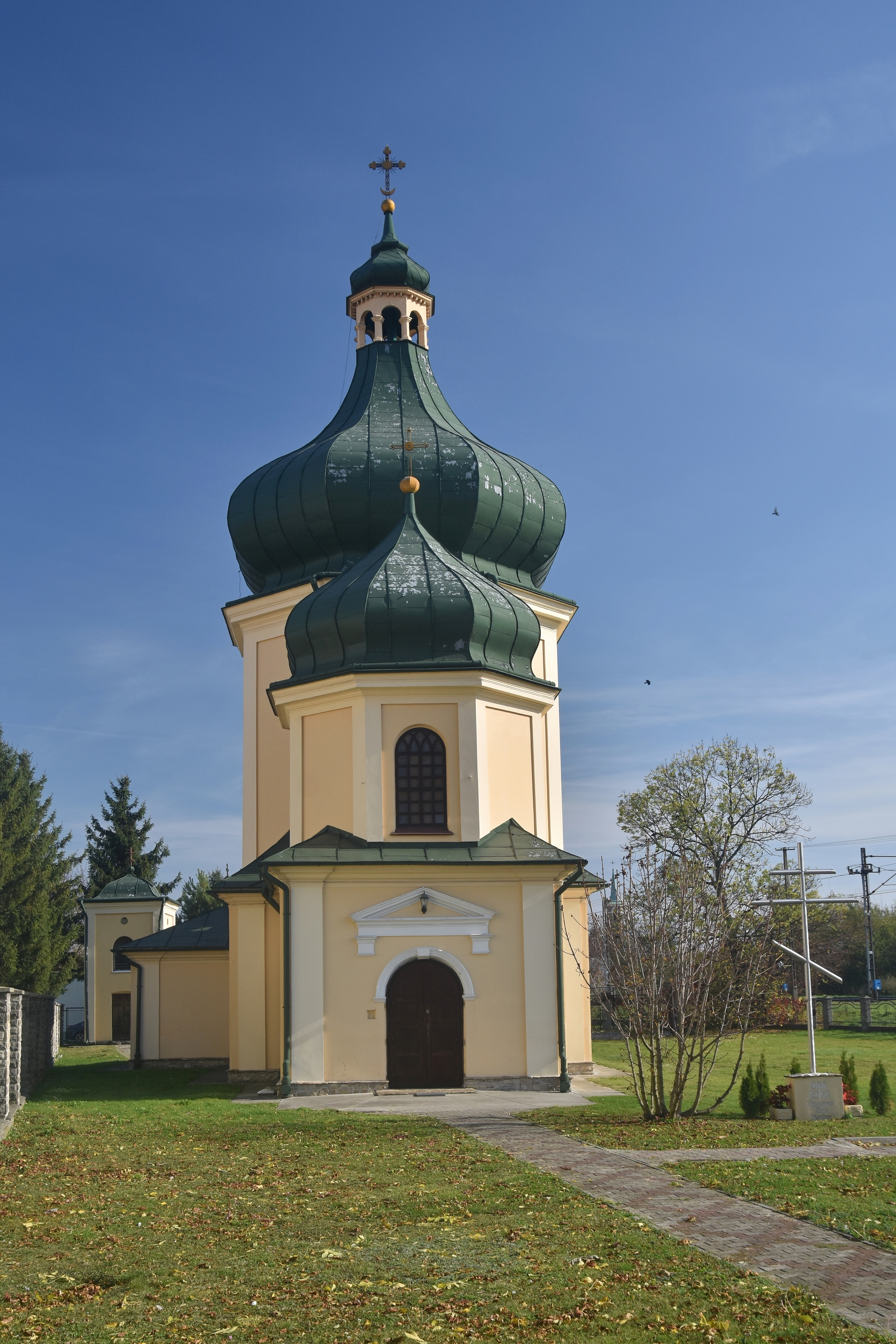
Elewacja frontowa
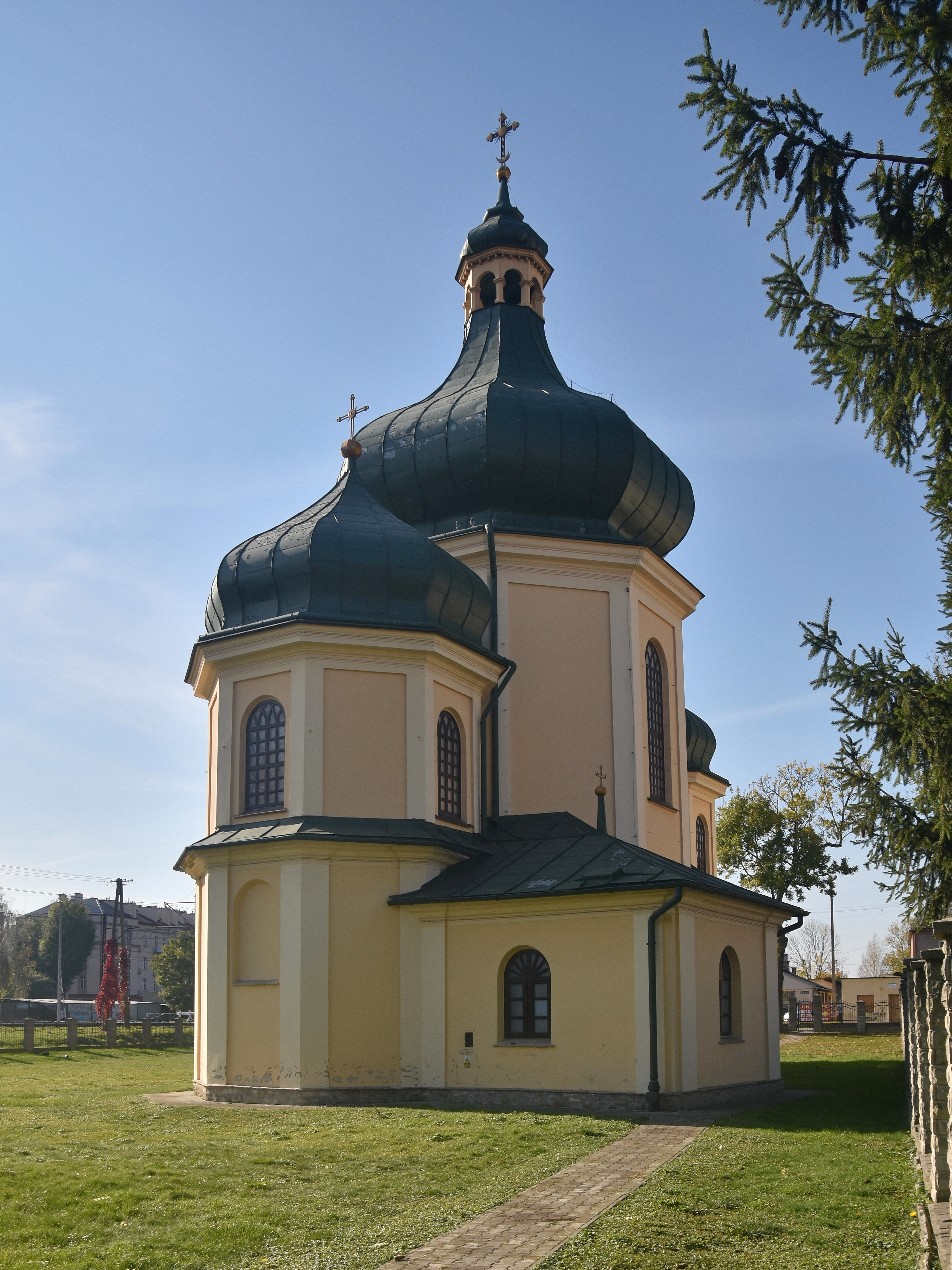
Widok od strony prezbiterium
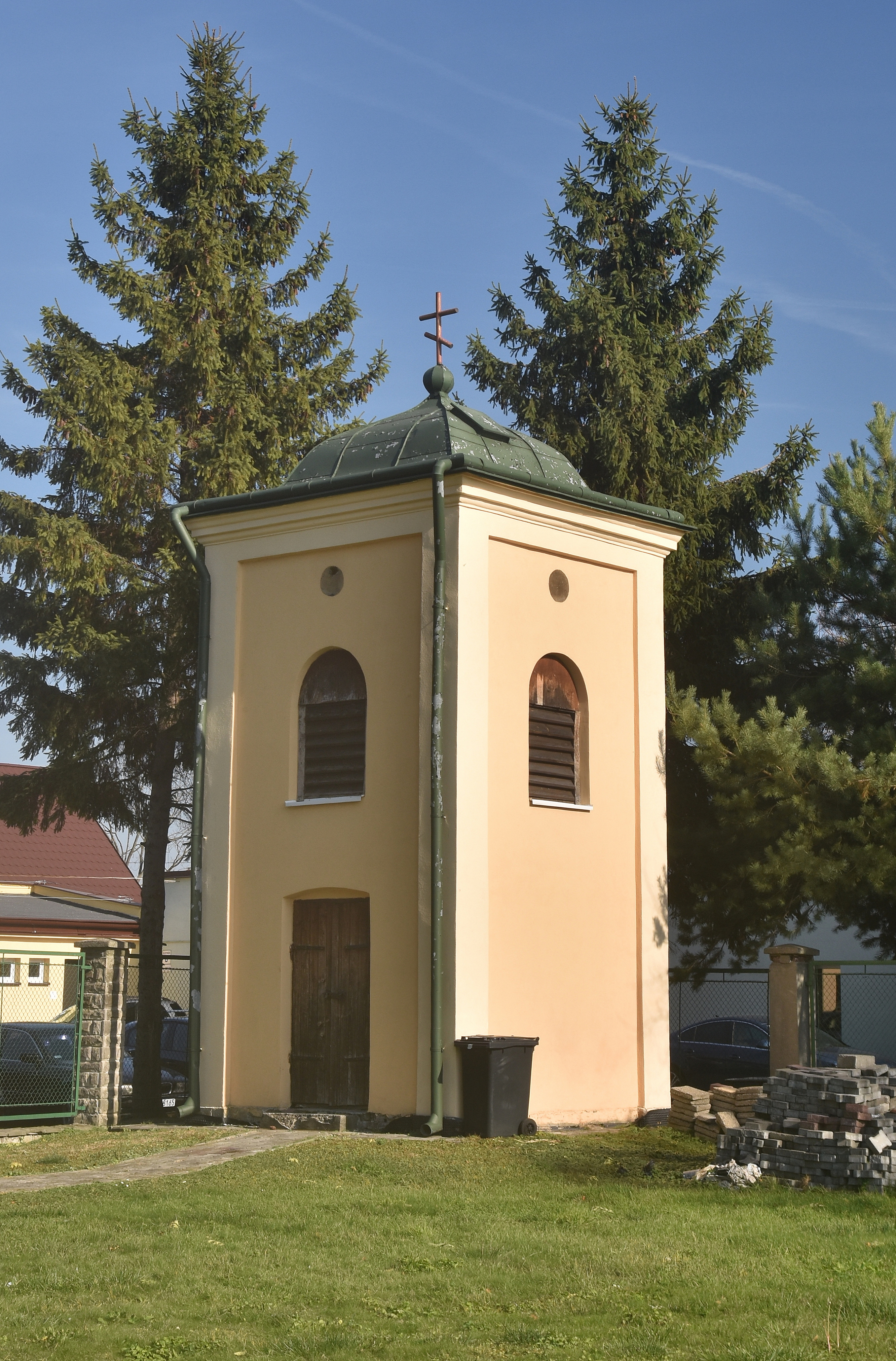
Dzwonnica
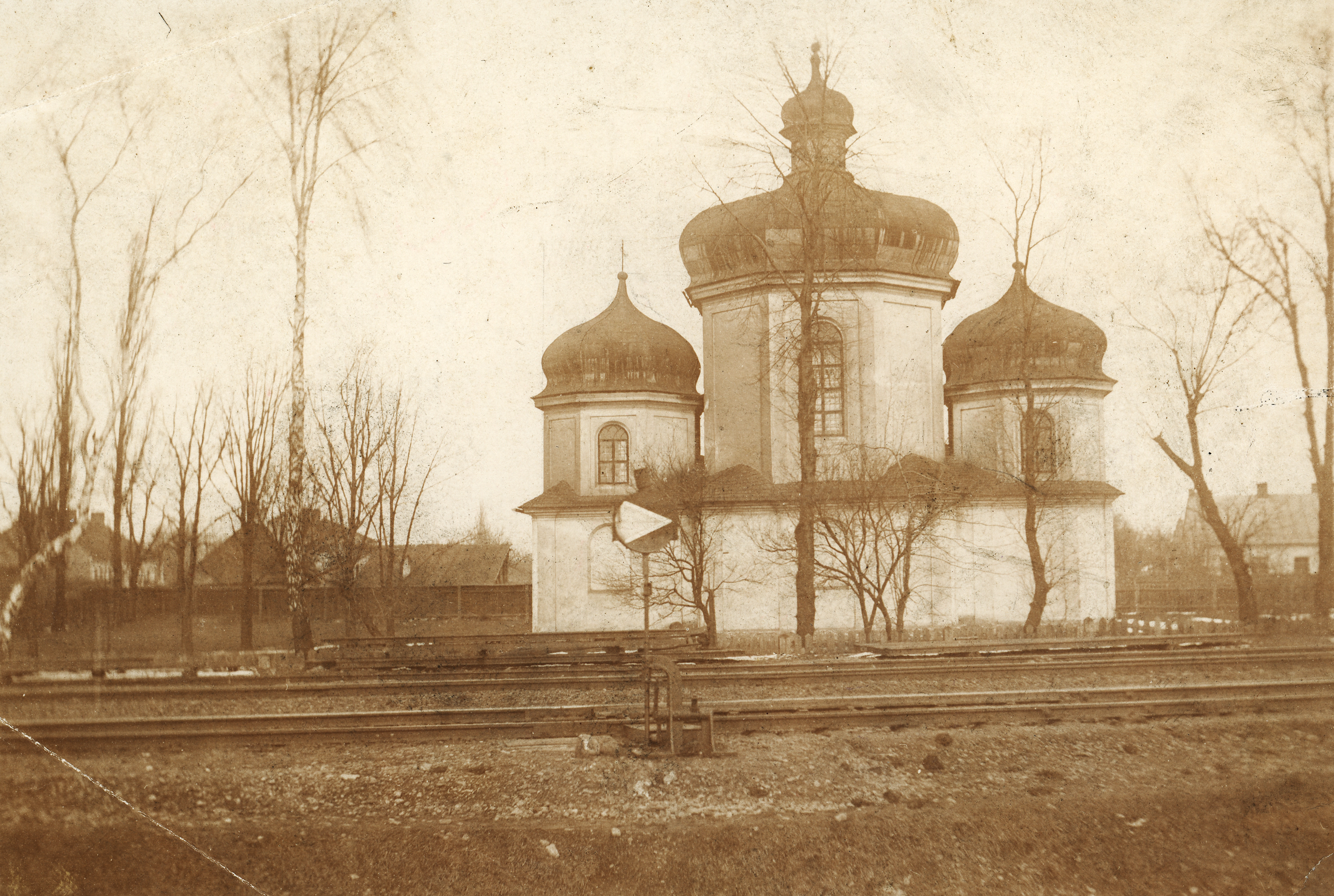
Widok cerkwi w 1907

Na podstawie ustawy z dnia 17 grudnia 2009 o uregulowaniu stanu prawnego niektórych nieruchomości pozostających we władaniu Polskiego Autokefalicznego Kościoła Prawosławnego świątynia została przekazana Kościołowi Prawosławnemu.
Wszystkie obiekty zespołu cerkiewnego wpisano do rejestru zabytków 7 czerwca 1983 pod nr A-471.